# Primera División de Aruba 2021
La Primera División de Aruba 2021 fue la edición número 60 de la Primera División de Aruba. La temporada comenzó el 8 de mayo y terminó el 24 de julio. Por primera vez en su historia la temporada 2021 no fue un campeonato oficial.
El Brazil Juniors y United decidieron no participar.

## Formato
Se disputan 7 fechas enfrentándose todos los equipos, al final los cuatro primeros que acumulen más puntos clasificarán a los play-offs.

## Temporada Regular
| Pos. | Equipo    | Pts. | PJ | G | E | P | GF | GC | Dif. | Clasificación 2022 |
| ---- | --------- | ---- | -- | - | - | - | -- | -- | ---- | ------------------ |
| 1    | RCA       | 17   | 7  | 5 | 2 | 0 | 15 | 3  | +12  | Play-offs          |
| 2    | Dakota    | 12   | 7  | 3 | 3 | 1 | 15 | 10 | +5   | Play-offs          |
| 3    | La Fama   | 12   | 7  | 3 | 3 | 1 | 11 | 8  | +3   | Play-offs          |
| 4    | Nacional  | 11   | 7  | 3 | 2 | 2 | 12 | 6  | +6   | Play-offs          |
| 5    | Britannia | 8    | 7  | 2 | 2 | 3 | 12 | 11 | +1   |                    |
| 6    | Estrella  | 8    | 7  | 2 | 2 | 3 | 12 | 19 | −7   |                    |
| 7    | Caravel   | 4    | 7  | 1 | 1 | 5 | 8  | 17 | −9   |                    |
| 8    | Bubali    | 3    | 7  | 0 | 3 | 4 | 7  | 18 | −11  |                    |

Actualizado a los partidos jugados el 18 de julio de 2021.
 Fuente: Soccerway

## Play-offs
Los play-offs se jugarán del 20 al 24 de julio

### Semifinales
| Local  | Resultado | Visita   | Fecha       |
| ------ | --------- | -------- | ----------- |
| RCA    | 1 - 2     | La Fama  | 20 de julio |
| Dakota | 0 - 1     | Nacional | 20 de julio |

### Final
| Local   | Resultado | Visita   | Fecha       |
| ------- | --------- | -------- | ----------- |
| La Fama | 0 - 2     | Nacional | 24 de julio |